# پیرمرد صدساله‌ای که فلنگ را بست و ناپدید شد
پیرمرد صدساله‌ای که فلنگ را بست و ناپدید شد (سوئدی: Hundraettåringen som smet från notan och försvann) یک فیلم ماجراجویی کمدی سوئدی است که در سال ۲۰۱۶ منتشر شد. این فیلم، دنبالهٔ پیرمرد صدساله‌ای که از پنجره فرار کرد و ناپدید شد (۲۰۱۳) بود که پیش‌تر بر پایهٔ رمان پیرمرد صدساله‌ای که از پنجره فرار کرد و ناپدید شد اثرِ یوناس یوناسن ساخته شده بود.

## گزیدهٔ بازیگران
- روبرت گوستافسون
- آیور ویکلاندر
- شیما نیاورانی
- ینس هولتن
- الینور ماتسورا
- کالین مک‌فارلن
- کریستال
- والنتین اسمیرنیتسکی در نقش لئونید برژنف
- دارل دافی در نقش ریچارد نیکسون
- مارک جاردین در نقش هری رابینز هالدمن
- جوزف لانگ در نقش هنری کیسینجر